# Louis Felbermann
Louis Felbermann (1861 – Frankfurt, 1927) író, újságíró.
Henry Felbermann testvére volt. 1881-ben Angliába költözött, ahol testvére a Life című társadalmi folyóiratot szerkesztette, melynek ő is munkatársa, majd tulajdonosa lett. Számos magas angol és magyar rendjel tulajdonosa, tagja volt a Magyar Földrajzi Társulatnak, valamint a párizsi világkiállítás magyar bizottságának is. Főbb művei: Hungary and its people; The Puszta; Ancestors of our Future Queen (a Teck-család magyar őseiről); Gipsy Czinka’s Prophecy, stb. Jókai Mór több művét is ő fordította le angolra.